# Коваль, Йоанн
Йоанн Коваль (фр. Yoann Kowal; род. 28 мая 1987, Ножан-ле-Ротру, департамент Эр и Луар, Франция) — французский легкоатлет, специализирующийся в беге на 3000 метров с препятствиями. Чемпион Европы 2014 года. Бронзовый призёр чемпионата Европы в помещении в беге на 1500 метров (2009). Пятикратный чемпион Франции. Участник летних Олимпийских игр 2012 и 2016 годов.

## Биография
Отец Йоанна, Даниэль Коваль, также был легкоатлетом и выступал в стипль-чезе. Мама Надин становилась призёром чемпионата Франции в дуатлоне. Таким образом, их сын с самого раннего детства оказался в спорте и уже в четыре года на стадионе в Фон-Ромё мечтал о будущих победах.
Вместе с тренером Патриком Петибрёем изначально делал акцент на бег на 3000 метров с препятствиями. Йоанн выступал в стипль-чезе на юниорском чемпионате мира, но без особого успеха. В 2007 году бежал в решающем забеге на чемпионате Европы среди молодёжи.
Однако в 21 год он улучшил личный рекорд в беге на 1500 метров почти на 7 секунд (до 3.35,95) и впервые в карьере стал чемпионом страны. После таких успехов продолжил бегать эту дистанцию и на последующих стартах. В 2009 году завоевал бронзовую медаль чемпионата Европы в помещении и выступил на чемпионате мира (ограничился участием в предварительных забегах).
В финале чемпионата Европы 2010 года был пятым в беге на 1500 метров.
На Олимпийских играх в Лондоне выбыл из борьбы за медали в полуфинале.
В 2013 году вновь переключился на стипль-чез и сразу же вышел в финал на чемпионате мира, где стал восьмым (и четвёртым среди неафриканских бегунов).
Финишировал вторым на чемпионате Европы в 2014 году. Однако его соотечественник Махидин Мехисси-Бенаббад, выигравший забег, был впоследствии дисквалифицирован за нарушение правил: на финишной прямой он сорвал с себя беговую майку и финишировал с голым торсом. Таким образом, Йоанн был объявлен чемпионом Европы. Тем не менее, на награждении в знак солидарности с товарищем по команде Коваль спустился на вторую ступень пьедестала во время исполнения гимна Франции.
Спустя 2 года Мехисси-Бенаббад и Коваль вновь вошли в тройку призёров чемпионата Европы. На этот раз первый вёл себя сдержаннее и получил заслуженное золото. Йоанн же уступил ещё и натурализованному кенийцу Арасу Кае и завоевал бронзовую медаль.
На Олимпийских играх в Рио-де-Жанейро сумел пройти в финал, где финишировал пятым со вторым результатом в карьере, 8.16,75.
Женат, воспитывает дочь Элею. Является военнослужащим французской армии.

## Основные результаты
| Год  | Турнир                                    | Место проведения         | Дисциплина     | Место       | Результат |
| ---- | ----------------------------------------- | ------------------------ | -------------- | ----------- | --------- |
| 2005 | Чемпионат мира по кроссу среди юниоров    | Сен-Гальмье, Франция     | кросс 8 км     | 106-е       | 28.23     |
| 2006 | Чемпионат мира среди юниоров              | Пекин, Китай             | 3000 м с/п     | 14-е (заб.) | 8.58,74   |
| 2007 | Чемпионат Европы среди молодёжи           | Дебрецен, Венгрия        | 3000 м с/п     | 11-е        | 9.41,75   |
| 2007 | Чемпионат Европы по кроссу среди молодёжи | Торо, Испания            | кросс 8,2 км   | 67-е        | 26.41     |
| 2009 | Чемпионат Европы в помещении              | Турин, Италия            | 1500 м         | 3-е         | 3.44,75   |
| 2009 | Командный чемпионат Европы                | Лейрия, Португалия       | 1500 м         | 3-е         | 3.42,73   |
| 2009 | Чемпионат Европы среди молодёжи           | Каунас, Литва            | 1500 м         | 6-е         | 3.51,98   |
| 2009 | Чемпионат мира                            | Берлин, Германия         | 1500 м         | 40-е (заб.) | 3.46,42   |
| 2009 | Чемпионат Европы по кроссу среди молодёжи | Дублин, Ирландия         | кросс 8,018 км | 75-е        | 29.12     |
| 2010 | Командный чемпионат Европы                | Берген, Норвегия         | 1500 м         | 10-е        | 3.48,47   |
| 2010 | Чемпионат Европы                          | Барселона, Испания       | 1500 м         | 5-е         | 3.43,71   |
| 2010 | Континентальный кубок                     | Сплит, Хорватия          | 1500 м         | 7-е         | 3.39,30   |
| 2011 | Чемпионат Европы в помещении              | Париж, Франция           | 1500 м         | 15-е (заб.) | 3.48,51   |
| 2011 | Командный чемпионат Европы                | Стокгольм, Швеция        | 3000 м         | 5-е         | 8.04,77   |
| 2011 | Чемпионат мира                            | Тэгу, Южная Корея        | 1500 м         | 8-е (1/2)   | 3.37,44   |
| 2012 | Чемпионат мира в помещении                | Стамбул, Турция          | 3000 м         | 10-е        | 7.47,81   |
| 2012 | Олимпийские игры                          | Лондон, Великобритания   | 1500 м         | 21-е (1/2)  | 3.43,48   |
| 2013 | Чемпионат Европы в помещении              | Гётеборг, Швеция         | 3000 м         | 4-е         | 7.50,89   |
| 2013 | Командный чемпионат Европы                | Гейтсхед, Великобритания | 3000 м с/п     | 3-е         | 8.38,76   |
| 2013 | Чемпионат мира                            | Москва, Россия           | 3000 м с/п     | 8-е         | 8.17,41   |
| 2014 | Чемпионат мира в помещении                | Сопот, Польша            | 3000 м         | — (заб.)    | DQ        |
| 2014 | Командный чемпионат Европы                | Брауншвейг, Германия     | 3000 м с/п     | 1-е         | 8.25,50   |
| 2014 | Чемпионат Европы                          | Цюрих, Швейцария         | 3000 м с/п     | 1-е         | 8.26,66   |
| 2015 | Чемпионат Европы в помещении              | Прага, Чехия             | 1500 м         | 23-е (заб.) | 3.49,99   |
| 2015 | Командный чемпионат Европы                | Чебоксары, Россия        | 3000 м с/п     | 9-е         | 8.51,85   |
| 2015 | Чемпионат мира                            | Пекин, Китай             | 3000 м с/п     | 20-е (заб.) | 8.41,65   |
| 2016 | Чемпионат Европы                          | Амстердам, Нидерланды    | 3000 м с/п     | 3-е         | 8.30,79   |
| 2016 | Олимпийские игры                          | Рио-де-Жанейро, Бразилия | 3000 м с/п     | 5-е         | 8.16,75   |